# Stephen Frick
Stephen Nathaniel Frick (* 30. September 1964 in Pittsburgh, Pennsylvania) ist ein ehemaliger amerikanischer Astronaut.

## Ausbildung und Tätigkeit als Pilot
Stephen Frick erhielt 1986 einen Bachelor in Luft- und Raumfahrttechnik von der US-Marineakademie und 1994 einen Master in Luftfahrttechnik von der Naval Postgraduate School.
Nachdem er im Frühjahr 1988 seine Ausbildung zum Marineflieger abgeschlossen hatte, absolvierte er einen Lehrgang auf der F/A-18 Hornet. Anschließend wurde er mit einer Einheit zur Teilnahme am zweiten Golfkrieg entsandt, wo er von Bord der Saratoga 26 Kampfeinsätze gegen den Irak flog.

## Astronautentätigkeit
1996 wurde Frick als Astronautenanwärter von der NASA ausgewählt und anschließend zum Shuttle-Piloten ausgebildet.

### STS-110
Auf seiner ersten Mission flog er am 8. April 2002 als Pilot der Raumfähre Atlantis ins All. Missionsaufgabe war, das Gitterelement S0 zur Internationalen Raumstation (ISS) zu bringen und zu montieren. Zudem wurde der Mobile Transporter, der ein Teil des Mobile Servicing Systems ist, zur ISS gebracht. Insgesamt wurden vier Außenbordeinsätze durchgeführt, während die Atlantis mit der ISS verbunden war.

### STS-122
Frick brach am 7. Februar 2008 als Kommandant der Mission STS-122 mit der Raumfähre Atlantis erneut zur ISS auf. Hauptnutzlast war das europäische Raumlabor Columbus. Die Landung erfolgte am 20. Februar 2008.

## Nach der NASA
Frick verließ die NASA am 13. Juli 2015, um eine Anstellung in der Privatwirtschaft anzunehmen.